# دلواپسان
 «دلواپسان» یا «دلواپسیسم» برچسبی سیاسی است که اصلاح‌طلبان و جناح طرفدار دولت حسن روحانی برای توصیف منتقدان مذاکرات هسته‌ای و سیاست‌های دولت روحانی به کار می‌برند. این اصطلاح برگرفته از همایشی است که با نام «دلواپسیم: همایش بزرگ مخالفان توافق با آمریکا» گروهی از مخالفان توافق هسته‌ای ژنو برگزار کرده بودند. عنوان دیگر این همایش «گردهمایی بزرگ منتقدین توافق ضعیف» بود. استفاده از این واژه برای برچسب زدن به طیف متنوع منتقدین دولت و هجمه به آن‌ها مورد انتقاد مخالفان قرار گرفته‌است.

## جنجال پیاده‌روی وزیر خارجه ایران و آمریکا
یک عضو شورای عالی انقلاب فرهنگی نسبت به برخی اقدامات در دستگاه سیاست خارجی و همچنین پیاده‌روی ظریف با جان کری انتقاداتی را مطرح می‌کند
پس از این سخنان، حسن روحانی به شدت برافروخته شده و اظهارات این فرد را «عوامانه» و «از روی کم اطلاعی» می‌خواند محمدباقر نوبخت سخنگوی دولت نیز در واکنش، انتقادات مربوط به پیاده‌روی محمد جواد ظریف و جان کری را «سخیف» خوانده بود.
وزیر خارجه آمریکا حین این پیاده‌روی در پاسخ به سؤالی در مورد وضعیت مذاکرات، گفته‌است: «همچنان داریم سخت کار می‌کنیم!.»

## همایش دلواپسیم

### زمینه
«دلواپسیم: همایش بزرگ مخالفان توافق با آمریکا» نام همایشی بود که در تاریخ ۱۳ اردیبهشت ۱۳۹۳ در محل سفارت سابق آمریکا در تهران (مجتمع ۱۳ آبان) برگزار شد.
در این همایش علاوه بر اعتراض به توافق احتمالی ژنو، دولت حسن روحانی و سیاست‌های خارجه آن نیز مورد انتقاد قرار گرفت. هدف غایی برگزارکنندگان همایش، ایجاد جریانی برای جلوگیری از توافق نهایی ایران با گروه پنج به علاوه یک بود.
بنا به ادعای حامیان دولت، دلواپسان در طی مذاکرات هسته‌ای همیشه منتقد هر نوع توافقی با آمریکا بودند و ظریف و روحانی را خائن می‌خواندند و برجام (برنامه جامع اقدام مشترک) را به منزله نوشیدن جام زهر می‌دانستند.

### چهره‌های شاخص
از اعضای اصلی این همایش می‌توان به افراد زیر اشاره کرد:
از میان افرادی که در لیست سخنرانان و شرکت کنندگان این همایش بودند محمدحسن قدیری‌ابیانه طی اعلانی در سایت شخصی خود حضورش را در این همایش تکذیب کرد

### محتوای همایش
اظهارات طرح‌شده در همایش به گزارش خبرآنلاین
در این همایش پس از پخش کلیپی دربارهٔ توافق هسته‌ای که پس از پایان آن شعار هیهات من الذله داده‌شد؛ نامه‌ای خطاب به عزت‌الله ضرغامی، رئیس سازمان صدا و سیما خوانده‌شد که از او می‌خواست «از این همه اساتیدی که برخاسته از ملت هستند دعوت کنید تا در صدا و سیما حضور پیدا کنند». پس از آن سخنرانان به صحبت پرداختند.
ناصر نوبری در سخنانش ضمن اشاره به این که کسی به انتقادات او از توافق ژنو پاسخ نداده‌است، خواستار ترمیم تیم مذاکره‌کننده هسته‌ای ایران و غیرباندی‌شدن آن شد و گفت: «ما نمی‌توانیم منتظر بمانیم توافقنامه‌ای را که قرار است ۵۰ سال آینده ما را رقم بزند، چه می‌شود. ما نمی‌توانیم صبر کنیم ببینیم از لُپ‌لُپ چه درخواهد آمد».
فؤاد ایزدی گفت: «مشکلی که ما با دوستان مذاکره‌کننده در داخل کشور داریم، این است که نگاه آن‌ها طوری است که طرف مقابل را تشویق می‌کند امتیاز بگیرد و امتیاز ندهد». او همچنین دلیل مخالفت آمریکا با برنامه هسته‌ای ایران را مربوط به دشمنی آن کشور با ایران دانست و گفت دلیل تحریم‌ها علیه ایران برخورداری از بمب اتم نیست.
اسماعیل کوثری با بیان این که «ریالی از پول ایران در توافق ژنو آزاد نشده و ایران تمام اورانیوم غنی‌سازی‌شده خود را اکسید کرده»، گفت به منافع ملی خدشه وارد شده‌است.
مهدی محمدی با انتقاد از این که «مذاکره‌کنندگان استاندارد آمریکا را پذیرفته‌اند»، گفت «توافق ژنو کاری که می‌کند این است که تا اطلاع ثانوی ما در دنیا استثناء هستیم».
علیرضا پناهیان گفت «اگر مذاکره باعث رونق اقتصادی و عزت بیشتر ما در جهان شود خوب است ولی اگر مذاکره بخواهد دشمنان ما را پرروتر و تهاجمات آن‌ها را بیشتر بکند، مذاکرات ضد تأمین منافع ما است».
فریدون عباسی با ارزشمند دانستن انرژی هسته‌ای برای ایران در سخنانش گفت «رآکتور هسته‌ای سطح ایمنی کشور را بالا می‌برد» و «قهرمان دیپلماسی سعید جلیلی است».

### حاشیه‌ها
شرکت‌کنندگان در این همایش شعار «مرگ بر ضد ولایت فقیه» و «مرگ بر سازشکار» داند.
در همایش پلاکاردهایی همچون «با این تیم مذاکرات هر ۱۰ سال شاهد تعلیق غنی‌سازی هستیم»، «انرژی هسته‌ای حق معلق ماست»، «بحث احمدی‌نژاد و روحانی نیست بحث منافع ملی است» و «حقوق ملت فروختنی نیست، اگر خواستید بفروشید به مزایده بگذارید نه مناقصه» به چشم می‌خورد.
در بیرون سالن این همایش هفته‌نامه ۹ دی به مدیرمسئولی حمید رسایی توزیع شده و همچنین سی‌دی مستند «من روحانی هستم» به صورت رایگان در این همایش توزیع شده‌است.

### واکنش‌ها
یک روز پس از برگزاری همایش «دلواپسیم»، حسن روحانی رئیس‌جمهوری ایران، با بیان اینکه «برخی‌ها از تحریم خوششان می‌آید»، گفت: «این دولت معتقد است تحریم ظلم بزرگ برای ملت و ایران است.»
محمدرضا عارف در رابطه با همایش دلواپسیم و واکنش دولت گفت: «هر جریانی حق دارد دربارهٔ هر مسئله‌ای اظهارنظر کند و دولت هم باید آستانه تحمل خود را بالا ببرد چرا که مردم جواب می‌دهند. منتهی کسانی که دلواپس هستند بگویند ۸ سال گذشته که رشد اقتصادی منفی داشتیم و حدود ۷۰۰ میلیون دلار مصرف شد آیا دلواپس بودند یا خیر؟ که امیدوارم همیشه دلواپس هستند؛ چرا که دلواپسی چیز با ارزشی است.»
محمدجواد کریمی قدوسی گفت: «دلواپس ماندن رمز ماندگاری انقلاب اسلامی است و نه بالشت پر زیر سر گذاشتن و اینکه بگویم خطری نیست. دلواپس بودنِ پدر و مادر است که فرزند را از بدو تولد تا سن ۹۰ سالگی هدایت می‌کند.»
مرضیه افخم، سخنگوی وقت وزارت خارجه دولت روحانی، در واکنش به همایش منتقدان توافق ژنو با عنوان دلواپسیم گفت: «ما برای نقد و نظر احترام ویژه‌ای قائلیم و از دریافت هرگونه پیشنهاد و پیشنهادات کمک‌کننده استقبال می‌کنیم… البته نقدها باید سازنده و در مسیر تقویت اجماع ملی در کشور باشد.» وی دربارهٔ مطالب مطرح شده در این همایش نیز گفت: «ما درصدد رفع دلواپسی‌ها هستیم و تیم وزارت خارجه اعلام کرد که آماده دریافت پیشنهادات است.»
یک استاد دانشگاه می‌گوید که «دلواپسان» رویکرد هیجانی را در سیاست خارجی سرلوحه کار خود قرار داده‌اند.
محمدجواد ظریف که برای پاسخ به سؤال نمایندگان به مجلس رفته بود، در واکنش به برگزاری همایش دلواپسیم اعلام کرد: «ما ملت دلاوریم نه دلواپس و مواضع من عین مواضع رهبری است».
صادق زیباکلام در یادداشتی در اعتماد نوشت: «هیچ‌کس به اندازه من از همایش دلواپسیم به وجد نیامد، از دلواپسی‌چی‌ها واقعاً تشکر می‌کنم. تابوی زیر سؤال بردن سیاست‌های هسته‌ای شکسته شد.
شرکت‌کنندگان در این کنفرانس متوجه نبودند که چگونه از هول حلیم افتادند در دیگ. آنان در یک بعدازظهر بهاری زیبا در سفارت آمریکا در تهران و طی چند ساعت «تابو» ی انتقاد از سیاست‌های هسته‌ای را شکستند چیزی که من ظرف ۱۰ سال نتوانسته بودم حتی یک ترک خیلی کوچک که در آن به وجود بیاورم».
به گفته احمد بخشایش اردستانی، عضو کمیسیون ماده ۱۰ احزاب، این برنامه مجوزی از وزارت کشور نداشته‌است.
برگزاری این همایش در رسانه‌های ایران نیز بازتاب گسترده‌ای داشت. یکی از جنجالی‌ترین واکنش‌ها در قانون بود که چند روز پیش از توقیف، با نقیضه کردن عنوان این همایش از تیتر «دلواپسی‌نژادها» استفاده کرد.
کاربران شبکه‌های اجتماعی هم واکنش‌های زیادی به این همایش داشتند و آن را به موضوعی داغ بدل کردند.
دلواپسان و اسرائیل مهم‌ترین مخالفان مذاکرات و توافق هسته‌ای به‌شمار می‌روند. همسویی دلواپسان و اسراییل و سناتورهای جنگ طلب آمریکا، سؤال مهمی است که با سکوت دلواپسان مواجه بوده‌است.

### اثرات
با برگزاری این همایش، واژه «دلواپس» به سرعت وارد واژگان فرهنگ سیاسی ایرانیان شد. حساسیت عمومی به واژه «دلواپس» افزایش یافت و به آن معنای تازه‌ای بخشید، چنانچه در گفتار افراد مختلفی (که بسیاری سیاسی هم نبودند) برای اشاره تحقیرآمیز به منتقدانشان به‌کار رفت. پس از مدت کوتاهی این واژه توسط مخالفان گروهی که خود را در این همایش دلواپس خواندند، پادگفتمان‌سازی شد و برای «ابراز نگرانی در باب اولیه‌ترین امکانات زندگی و هر امری که مردم از آن محروم گشته‌اند» به‌کار رفت. همچنین از آن پس واژه دلواپسان برای اطلاق به گروه سیاسی خاصی استفاده‌شد. برخی معتقدند «گروه دلواپسان» ریشه در سال‌ها پیش و دوران ریاست‌جمهوری محمد خاتمی دارد.

## تهدید به مرگ و اعدام
در ۱۹ مهر ماه ۱۳۹۴ علی اکبر صالحی که برای توضیح به سوالات تعدادی از نمایندگان در مجلس حضور یافته بود، در مجلس مدعی شد که وی را به اعدام تهدید کردند. از جمله کسانی که وی را به اعدام تهدید کردند یکی از اعضای اصلی همایش دلواپسان، روح‌الله حسینیان بود. در پی این جنجال فایلی صوتی از علی اکبر صالحی رئیس سازمان انرژی اتمی ایران انتشار یافت که در این فایل، صالحی اذعان به سیاسی بودن رفتارش در مجلس داشت. روح اله حسینیان خطاب به علی اکبر صالحی گفته بود که قسم جلاله یاد کرده‌اند که وی را در آب سنگین اراک اعدام کنند و داخل بتن قرار دهند.

## تجمع ۸ خرداد مشهد
در روز ۸ خرداد ۱۳۹۴ منتقدین روند مذاکرات هسته‌ای در تجمعی منسوب به «مردم مشهد» یا «دلواپسان» (بسته به روایت رسانه‌های مختلف) با راهپیمایی در شهر مشهد و، با در دست داشتن پلاکاردهای چون «اجازه نمی‌دهیم»، پیشانی بندهایی که روی آن نوشته شده بود «ما اجازه نمی‌دهیم» و … اعتراض خود را به مذاکرات هسته‌ای و آنچه که اجازه بازدید بازرسان آژانس بین‌المللی انرژی اتمی از مراکز نظامی می‌خواندند، ابراز داشتند.
در این تجمع مهرداد بذرپاش نماینده تهران، رحیم احمدی روشن، رائفی پور، نوحه خوان‌هایی چون احمد واعظی، خوشچهره و مهدی اکبری حضور داشتند و سخنرانی کردند.

## اقدامات منتسب به دلواپسان
به ادعای خبر آنلاین، در نماز جمعه روز پنجم تیر ۱۳۹۴ نشریاتی از جمله ماهنامهٔ «شهدای اسلام» در انتقاد از عملکرد مذاکره‌کنندگان هسته‌ای توزیع شد که در آن‌ها تیترهایی نظیر «جام زهر ادامه دارد…»، «روحانیونی که با کفر صلح کردند» و «پشت پرده توافق» وجود داشت. خبرآنلاین پس از ذکر این که رهبر جمهوری اسلامی مذاکره‌کنندگان را «امین، غیور، شجاع و متدین» نامیده است، این حرکت را منتسب به «دلواپسان» کرد.
در ۸ آذر ۱۳۹۴ سخنرانی آذر منصوری (عضو حزب اتحاد ملت) از محکومان دادگاه متهمان پرونده کودتای مخملی ۸۸ در شهر یاسوج به دلیل شعارهای بعضی دانشجویان که او را «فتنه‌گر» خواندند و بروز ناآرامی لغو شد. رئیس دانشگاه آزاد مدعی شد این مراسم مجوز دانشگاه داشته‌است. رئیس دانشگاه آزاد بعداً در اعتراض به اعطای مجوز گفت از مشارکت آذر منصوری در «فتنه ۸۸» خبر نداشته اگر نه برای او مجوز صادر نمی‌کرده‌است. در این درگیری دفتر تحکیم وحدت مدعی شد معترضین به آذر منصوری هجوم بردند و یک دختر قصد داشته با چاقو به او حمله کند. آذری منصوری بعداً اظهار کرد او خودش کسی را با چاقو ندیده و این چیزی است که اعضای تحکیم وحدت گفته‌اند دیده‌اند. معاون سیاسی استاندار کهگیلویه و بویراحمد و همچنین دادستان استان پس از تحقیقات، ادعای حمل و استفاده از چاقو را تکذیب کردند و نشر این ادعا به وسیله رسانه‌ها را مورد انتقاد قرار دادند. رئیس بسیج دانشجویی دانشگاه گفت به سخنران هیچ هجومی نشده بلکه بعد از ضرب و شتم یک دختر دانشجو که شعار «مرگ بر فتنه‌گر» می‌داده به وسیله یکی از اعضای شورای مرکزی حزب اصلاح‌طلب ندای ایرانیان، دانشجویان برای نجات دختر مضروب به سمت ضارب هجوم بردند. خبرگزاری دانشگاه آزاد اسلامی مخالفت با این سخنرانی را منتسب به «دلواپسان» کرد.